# Mesa (Príncipe)
A Mesa é uma elevação de São Tomé e Príncipe, localizada a sensivelmente a Sul da ilha do Príncipe. Esta formação geológica eleva-se a 537 metros acima do nível do mar. Encontra-se nas proximidades da formação do Carrote e do Bariga Branca.